# José de Almeida Vergueiro
José de Almeida Vergueiro (Brazópolis, MG, 14 de outubro de 1859
— Espírito Santo do Pinhal, SP, 30 de outubro de 1898), foi um médico e político no Estado de São Paulo durante o período do Império do Brasil e da República Velha

## Vida Pessoal
Filho do Tenente-Coronel Joaquim José de Almeida Vergueiro e de Dona Francelina Isaura de Almeida Vergueiro. Foi casado com a Sra. Leonina Mendes Vergueiro, natural de Paraisópolis, Minas Gerais. Teve com ela 4 filhos: Maria, José, Valdomiro e Nestor de Almeida Vergueiro.

## Carreira Profissional
Entrou para a Faculdade de Medicina do Rio de Janeiro em 1877, que naquela época era parte da Universidade do Brasil, e como estudante frequentou os hospitais da Santa Casa de Misericórdia do Rio de Janeiro sendo o seu tutor o Dr. João Vicente Torres Homem, professor de medicina no período. Defendeu sua Tese de Doutoramento em 1882, onde pesquisou a patologia “Cirrose Hepática”.
Iniciou sua carreira médica em São João da Boa Vista onde permaneceu durante seis meses, transferindo em seguida sua residência para Espírito Santo do Pinhal, onde passou a exercer a profissão de médico. 
Além de médico, foi produtor de café em sua fazenda do Salto. Foi nesta época que realizou a doação de uma gleba de terra para instalação de uma usina hidrelétrica (atual Usina do Salto) e para tanto providenciou a vinda de um engenheiro da capital o Dr. Henrique Dini, responsável pela construção e instalação dos maquinários que foram adquiridos pelo próprietário.

## Carreira Política

### Período Imperial
Como político se dedicou principalmente a dois setores das serviços públicos. Em âmbito municipal, suas ações como sanitarista incluem diversas medidas de saneamento e auxílio na criação de equipamentos de saúde pública. No âmbito estadual, foi um dos responsáveis pela reformas sanitárias de precaução à Febre Amarela. O outro setor ao qual se dedicou foi a educação através da implantação de equipamentos de ensino fundamental público no Estado de São Paulo.
Filho de político atuante, iniciou sua carreira política em 1887 como Vereador da Câmara Municipal de Espírito Santo do Pinhal.
Durante o período monárquico, a política do município dividia-se em duas correntes: a conservadora chefiada pelo Cel. Francisco Xavier Ribeiro e a Liberal liderada pelo seu pai Ten. Cel. Joaquim José de Almeida Vergueiro. Uma característica política do Partido Liberal naquele momento era a defesa da abolição da escravatura.
Foi atribuído a ele o discurso na Câmara Municipal em Janeiro de 1888 que propôs a reunião com os agricultores da cidade onde se deliberou a libertação dos escravos no município e que viria a ser oficializada em 16 de Abril daquele ano. Foram libertos 1035 escravos na ocasião, dos quais 88 trabalhavam em suas fazendas.
Foi favorável à aproximação do Partido Liberal aos ideais da Proclamação da República do Brasil. Com o intuito de instaurar um núcleo de propaganda republicana local, se aproximou do líder político regional Francisco Glicério, atuante em Campinas. 

### Período Republicano
Uma vez proclamada a República, compôs a primeira intendência municipal republicana no período de 1890 a 1892. Nesta época recebeu do Cel. Eduardo Teixeira a presidência do Partido Republicano. Candidatou-se a uma vaga no Congresso do Estado de São Paulo, sendo eleito para a magistratura de 1892 a 1894 e depois de 1895 a 1896, ambas pelo Partido Republicano Paulista (PRP), com apensas 32 anos de idade.
Como resultado de sua atuação no Congresso Legislativo do Estado de São Paulo (1891-1930) foram criadas e ampliadas escolas modelo, grupos escolares e ginásios em todo o Estado, além da criação de cadeiras de instrução primária.
Para Espírito Santo do Pinhal, trouxe o primeiro grupo escolar, o terceiro Grupo Escolar do Estado de São Paulo, logo após a Escola Normal Caetano de Campos  em São Paulo e a Escola Complementar de Campinas, hoje Escola Estadual Carlo Gomes. O edifício projetado pelo arquiteto Victor Dubugras, mais tarde levou seu nome: Grupo Escolar Dr. Almeida Vergueiro. Seu custo foi orçado em 90.000$000 réis, incluindo mobiliário, além de água encanada e esgoto. 
Ainda em Pinhal compôs juntamente com o seu pai, ao lado de Francisco Rosas, Teixeira Rios e outros, a comissão de fundação do Hospital da Santa Casa de Misericórdia de Espírito Santo do Pinhal. Como deputado, conseguiu a destinação de verbas anuais no valor de 5.000$000 durante os seus dois mandatos, sendo que a construção do hospital foi orçada em 52.000$000. A construção levou 7 anos para ser concluída, mas José de Almeida Vergueiro faleceu 2 meses antes da inauguração do hospital.
Com a queda do Partido Republicano Federal em 1898 comandado por Francisco Glicério, Almeida Vergueiro perdeu a liderança política em Pinhal.Em eleição de 30 de Outubro de 1898, em que o voto era aberto, foi acometido de morte súbita ao assistir a declaração de voto contrário de um aliado com apenas 39 anos.